# Iso-Häntiäinen
Iso-Häntiäinen är en ö i Konnevesisjön i Finland. Den ligger i sjön Konnevesi och i kommunen Konnevesi i den ekonomiska regionen  Äänekoski  och landskapet Mellersta Finland, i den centrala delen av landet, 280 km norr om huvudstaden Helsingfors. Öns area är 6,7 hektar och dess största längd är 420 meter i nord-sydlig riktning.  Ön hör till Södra Konnevesi nationalpark. En naturvårdsbränning utfördes där på sommaren 2012, eftersom Asta-stormen förstörde skogar i hela trakten på sommaren 2010..